# Hokuetsu seppu
Hokuetsu seppu (北越雪譜? lett. "Musica della neve del nord di Etsu") è un'enciclopedia antropologica sul tardo periodo Edo, riguardante in particolare la vita degli abitanti dell'Uonuma, un'area intorno alla provincia di Echigo, conosciuta per le lunghe nevicate.
Pubblicato per la prima volta ad Edo nel 1837, Hokuetsu seppu fu scritto da Suzuki Bokushi (鈴木牧之?) (1770–1842), un mercante di stoffe e uomo d'affari di Shiozawa, un insediamento sulla vecchia strada di Mikuni. L'opera ebbe un immediato successo e dopo la pubblicazione del secondo volume nel 1842 comprendeva sette capitoli relativi a numerosi argomenti sulla cultura, le nevicate, la popolazione, i credi, l'economia, le leggende della terra innevata. Il testo comprende centoventitré tematiche trattate da più punti di vista è riccamente illustrato con dettagliati disegni.
Santō Kyōzan (山東京山?), uno scrittore gesaku e fratello di Santō Kyōden, coadiuvò alla pubblicazione del testo, scrisse una premessa e disegnò le illustrazioni, ispirate agli originali Bokushi.
Parte del materiale presente nel libro è di interesse scientifico. Ad esempio, il libro è il primo testo giapponese a racchiudere i disegni di ben ottantasei differenti cristalli di neve. L'edizione del 1840 include l'aggiunta di ben novantasette abbozzi disegnati da Doi Toshitsura col supporto di un microscopio durante i suoi vent'anni come daimyō nel corso del dominio Koga. Successivamente i cristalli di neve divennero temi principali e ricorrenti nei kimono e nelle chawan, le ciotole e le tazze giapponesi per il tè.